# Rolf Gutbrod

La Liederhalle di Stoccarda

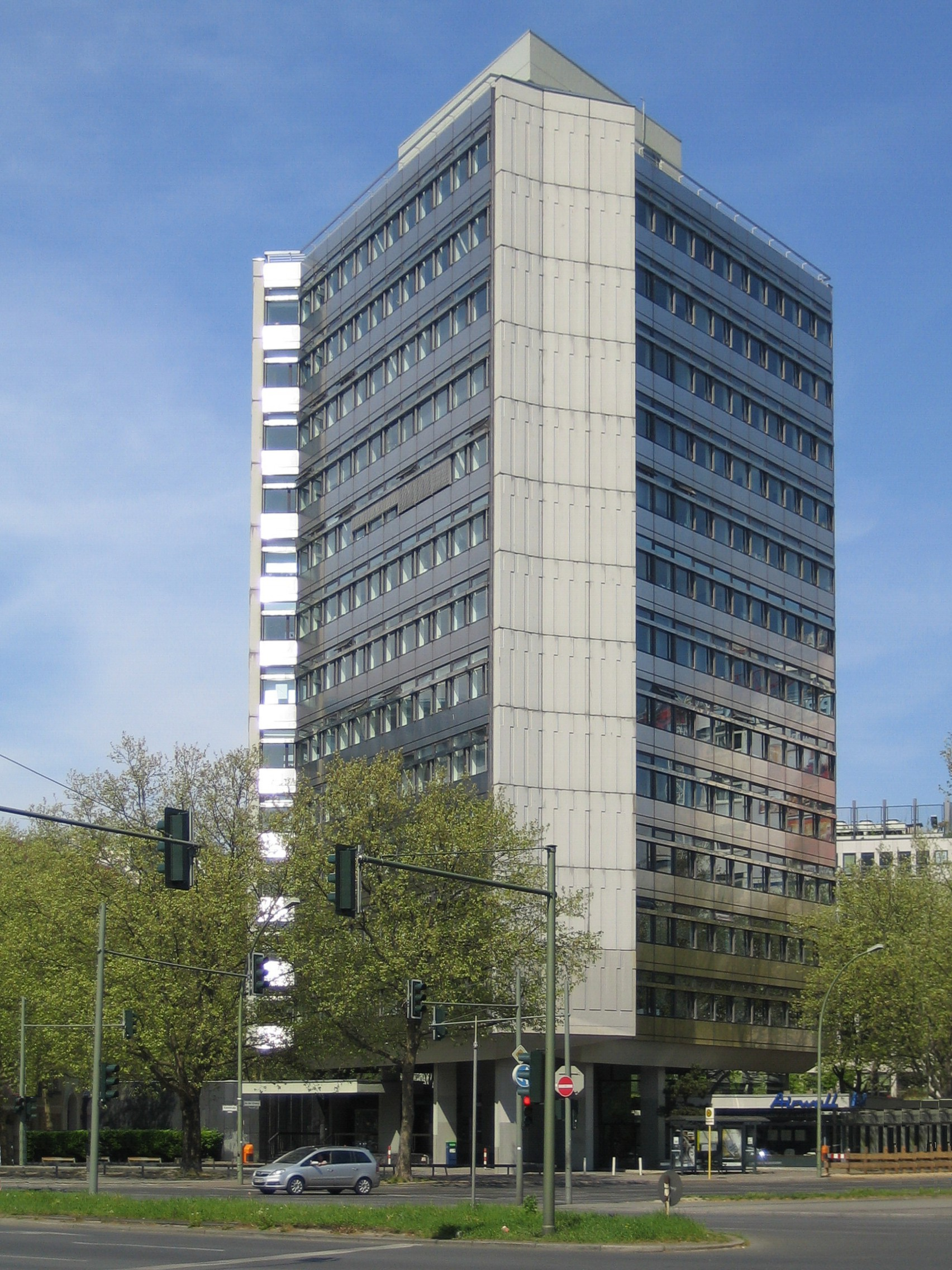
La Dorland-Haus di Berlino

Konrad Rolf Dietrich Gutbrod (Stoccarda, 13 settembre 1910 – Dornach, 5 gennaio 1999) è stato un architetto tedesco.

## Biografia
Gutbrod studiò alla scuola steineriana di Stoccarda. Dopo avere studiato architettura nel 1929-30 alla Technische Hochschule di Berlino-Charlottenburg, proseguì i suoi studi con Paul Bonatz e Paul Schmitthenner alla Technische Hochschule di Stoccarda, lavorando poi presso Gustav August Munzer e Günter Wilhelm, e quindi in proprio.
Dopo la seconda guerra mondiale riprese l'attività, ottenendo anche incarichi di docenza presso la Technische Hochschule di Stoccarda, la Teknik Üniversitesi di Istanbul e la University of Washington di Seattle.
È noto in particolare per aver progettato la Liederhalle di Stoccarda, la prima sala da concerto asimmetrica del mondo.

## Opere principali
- 1950 Milchbar am Flamingosee a Stoccarda (con Denes Holder)
- 1954–1956 casa dello studente della Eberhard Karls Universität a Tubinga
- 1956 Liederhalle a Stoccarda (con Adolf Abel)
- 1960–1962 edifici amministrativi IBM a Berlino Ovest
- 1962–1968 edifici residenziali nella Gropiusstadt a Berlino Ovest
- 1963–1968 Baden-Württembergische Bank a Stoccarda
- 1963 ambasciata della Germania Federale a Vienna
- 1964–1966 Haus der Werbung a Berlino Ovest (con Horst Schwaderer e Hermann Kiess)
- 1964–1968 biblioteca e auditorium dell'università a Colonia
- 1967 padiglione tedesco dell'Expo 1967 a Montréal (con Frei Otto ed altri)
- 1968 scuola steineriana al Kräherwald a Stoccarda
- 1974 scuola steineriana a Wuppertal
- 1966–1976 edificio della SDR a Stoccarda
- 1980 albergo e centro conferenze alla Mecca
- 1982 nuova sistemazione interna della torre della televisione a Stoccarda
- 1985 Kunstgewerbemuseum a Berlino Ovest

## Riconoscimenti
- 1968: premio Auguste Perret dell'Unione internazionale degli architetti per il padiglione tedesco all'Expo 1967 di Montréal
- 1970: premio Paul Bonatz per l'edificio della Württembergischen Bank a Stoccarda
- 1971: premio Pour le Mérite per la scienza e le arti
- 1972: premio Paul Bonatz per l'edificio scolastico Uhlandshöhe a Stoccarda
- 1980: Aga Khan Award for Architecture per l'hotel alla Mecca